# Praxithea fabricii
Praxithea fabricii là một loài bọ cánh cứng trong họ Cerambycidae.